# Kuvajt na Svjetskom prvenstvu u atletici 2015.
Kuvajt se na Svjetskom prvenstvu u atletici 2015. u Pekingu natjecao od 27. do 29. kolovoza 2015. Jedini predstavnik Kuvajta na prvenstvu bio je Essa Mohammed Al-Zankawi, koji se natjecao u muškom bacanju diska.

## Rezultati

### Muškarci

#### Bacačke discipline
| Atletičar                | Disciplina    | Kvalifikacije | Kvalifikacije | Završnica        | Završnica        |
| Atletičar                | Disciplina    | Rezultat      | Plasman       | Rezultat         | Plasman          |
| ------------------------ | ------------- | ------------- | ------------- | ---------------- | ---------------- |
| Essa Mohammed Al-Zankawi | Bacanje diska | 58,68 m       | 27.           | nije se plasirao | nije se plasirao |